# NGC 2983
NGC 2983 је спирална галаксија у сазвежђу Хидра која се налази на NGC листи објеката дубоког неба.
Деклинација објекта је - 20° 28' 39" а ректасцензија 9h 43m 41,1s. Привидна величина (магнитуда) објекта NGC 2983 износи 11,9 а фотографска магнитуда 12,8. Налази се на удаљености од 27,4000 милиона парсека од Сунца. NGC 2983 је још познат и под ознакама ESO 566-3, MCG -3-25-17, UGCA 176, PGC 27840.